# スターログ
『スターログ』（Starlog）は、スターログ・グループにより発行されたアメリカの月刊SF映画雑誌。編集者のケリー・オクィンとノーマン・ジェイコブズにより製作された。オクィンが編集を担当し、ジェイコブズが製版、印刷、出版などの経営面を担当していた。ソープオペラ誌の製作から始まった。1970年代半ば、オクィンと高校の友人であったデビッド・ヒューストンはSFに関連する映画やテレビの雑誌を作成することを話し合っていた。
公式Webサイトである「Starlog.com」は2008年12月に停止した。2009年3月には雑誌『ファンゴリア』公式サイトの姉妹サイトとして新URLとなった。2009年5月に375号で出版が停止した。ドメイン名が元のStarlog.comに戻った後、2009年4月7日よりWebサイトが新規に稼動し始めた。4月8日には、近い将来に紙での発行は停止し、電子版のみになるとアナウンスされた。しかし、印刷版の再開を計画していることも示された。

## 沿革
オクィンは『スタートレック』の雑誌を1号だけ発行することを考えた。ヒューストンの編集助手だったキルスティン・ラッセルは、全3シーズン分のエピソードガイドと、俳優へのインタビュー、それに未発表の写真を含めるよう提案した。この会議中に多くの質疑がなされ、中でも一番の問題は法律的なものだった。ヒューストンは雑誌のインタビューのため、『スタートレック』の創作者であるジーン・ロッデンベリーに連絡を取った。一旦は許可を得て、オクィンやジェイコブズも雑誌製作を開始したが、『スタートレック』の権利を所有していたパラマウントスタジオは著作権使用料の最低保証支払い（ミニマム・ギャランティ）を要求し、その費用は高すぎるものであったためこのプロジェクトは棚上げとなった。
この『スタートレック』雑誌の製作経験により、オクィンは著作権使用料の問題さえ回避できればよいということを理解した。そして、これこそがヒューストンとの間で話しあったSF雑誌なのかもしれないということもまた判った。誌名として "Starlog" が選ばれるまでに "Fantastic Films" や "Starflight" 等がタイトルとして検討された。
経費を抑えるため、1976年8月の創刊号は季刊誌として発行された。この創刊号は完売したため、オクィンとジェイコブズは季刊ではなく6週に1冊ずつ発行を行った。ヒューストンが最初の編集者となり、ヒューストンがハリウッドビューローに移ると、オクィンはこれを1年間引き継ぎ、次にハワード・ジンマーマンがこれに代わった。ジンマーマンの次にはデビッド・マクダネルが後任になり、未だにWebマガジンの編集者である。
1985年11月には節目となる創刊100号を迎え、SFで最も重要な100人を特集した。このインタビューには映画監督のジョン・カーペンター、ピーター・カッシング、ジョージ・ルーカス、作家のハーラン・エリスン、俳優のレナード・ニモイやプロデューサーのジーン・ロッデンベリーが含まれている。
創刊200号は100号と同様の特集が組まれ、作家のアーサー・C・クラーク、ウィリアム・ギブソン、映画監督のティム・バートン、テリー・ギリアム、プロデューサーのゲイル・アン・ハードなど創作者として有名な人々がインタビューされた。
『スターログ』は映画『スター・ウォーズ』について最初に報じた出版物のうちの一つであり、それは映画『スタートレック』の製作にまでつながるものであった。SF映画、テレビシリーズ、書籍に情熱が傾けられていた。多くの読者は、1980年代のわずかな期間が絶頂期だったと考えており、後年は長年の寄稿者の多くが他へ流れていった。しかし、その後も依然として映画史家ウィル・マレーやトム・ウィーバーなど、このジャンルの一流ジャーナリストを抱えていた。この種の刊行物で最も長く続き、最も人気がある雑誌であった。
2006年には30周年記念号が発行された。
2007年12月5日水曜日午前11時頃、イリノイ州オレゴンにある『スターログ』と『ファンゴリア』のバックナンバーを含むKable Newsの倉庫が全焼した。

### その他
オクィンとジェイコブズは『スターログ』以外にも、科学とSFが混合した雑誌 "Future Life" や "Comics Scene"、"Cinemagic"、ホラー映画雑誌の『ファンゴリア』（Fangoria）など何十もの雑誌を発行した。過去30年間にわたり『スターログ』は本、ビデオ、SFコンベンション、謎本などを生み出してきた。 また、日本やドイツ、フランス、イギリス、ブラジル、オーストラリアの各国版も出版された。
2001年に雑誌業界全体が不況に陥った際に、スターログ・グループはCreative Group Inc.により買収され、『スターログ』と『ファンゴリア』を発行し続けるとともに、インターネット、衛星ラジオ、ビデオ、およびテレビにフランチャイズを広げた。

## 出版者
Creative Mediaは2008年3月、破産を申請し、2008年6月にはScorpion Capital Partners LPへ資産を売却した。『スターログ』や『ファンゴリア』を含む全てが翌7月にThe Brooklyn Company, Inc.に買収された。トーマス・デフェオが社長を務めるこの会社が、現在のところ『ファンゴリア』と『スターログ』の両雑誌の出版者である。

## 各年のベストSF映画
2002年には各年のベスト SF 映画を選出した。これらを以下に示す。
- 1977年 - スター・ウォーズ
- 1978年 - 劇場公開された『宇宙空母ギャラクティカ』パイロット版
- 1979年 - エイリアン
- 1980年 - スター・ウォーズ/帝国の逆襲
- 1981年 - レイダース/失われたアーク《聖櫃》
- 1982年 - E.T. （佳作：ブレードランナー 及び スタートレックII カーンの逆襲）
- 1983年 - スター・ウォーズ ジェダイの復讐 （佳作：ライトスタッフ）
- 1984年 - ターミネーター （佳作：ゴーストバスターズ）
- 1985年 - バック・トゥ・ザ・フューチャー
- 1986年 - エイリアン2
- 1987年 - ロボコップ （選外佳作：プリンセス・ブライド・ストーリー）
- 1988年 - ロジャー・ラビット
- 1989年 - バットマン
- 1990年 - トータル・リコール （特別賞：シザーハンズ）
- 1991年 - ターミネーター2
- 1992年 - バットマン リターンズ
- 1993年 - ジュラシック・パーク
- 1994年 - スターゲイト
- 1995年 - トイ・ストーリー
- 1996年 - インデペンデンス・デイ
- 1997年 - メン・イン・ブラック （特別賞：スターシップ・トゥルーパーズ）
- 1998年 - アルマゲドン （特別賞：Xファイル）
- 1999年 - マトリックス (映画)
- 2000年 - X-メン
- 2001年 - ロード・オブ・ザ・リング
- 2002年 - スパイダーマン

## 日本版
『スターログ日本版』は、1978年8月に鶴本晶三が主宰するツルモトルームより隔月で刊行が開始され、5号で月刊化された。1987年2月に100号で休刊した。その後、1999年6月に竹書房が発売元となり、『バンブームック』として季刊で発行された。2006年春季号である28号で休刊となった。
以下、ツルモト版について記載する。
スターログ日本語版は本国版と同様に10代前半の男子向けに制作された。編集人兼発行人であった鶴本晶三がグラフィック・デザイン事務所を運営していたことからカラーとモノクロのページ割合などデザイン系のノウハウを生かし、『少年マガジン』のグラビア的な発想でアート・マガジンとして製作された。日本語版の実際の構成は8割が日本の独自記事だった。日本語版の創刊はスター・ウォーズの大ヒットと、息子が喜ぶものを作ろうという鶴本氏の思いがきっかけだった。
日本独自企画として創刊3年目頃からアート系の比重が多くなり小松崎茂や大友克洋、フランク・フラゼッタやメビウス、シド・ミード等が大きく扱われるようになる。特に海外作家の作品はこの雑誌が国内初掲載というものがほとんどで、SFファンタジーの普及にアート面から多大な貢献をした。また筒井康隆に関しては特別なこだわりがあり、複数の号にわたって特集を組んだこともあった。創刊時よりスターウォーズには常にページを割いており、『帝国通信』『螢雪ジェダイ』という巻末コーナーが常設されていた。
日本語版の大きな特徴の一つとして編集が非常に細かい点がある。各ページにびっしりと文字や写真が配置されて隙間が極力無いよう意識されて『ビジュアルと文字とが拮抗する』編集がされていた。その結果として今では考えられないような内容の濃さとなっていた。
雑誌の形態は初期は平綴じで、4年目から中綴じに変更されロゴも同時に変更された。ロゴは末期に、もう一度変更されているが本国版では現在に至るまで一度も変更されていない。増刊も多く発行され、アメリカン・コミックスから特撮に至るまで幅広く扱った。
日本語版が開催したイベントは多く、最も大きなものは『国際SFアート大賞』である。1982年と1983年の2回開催され、賞金は大賞200万円と当時としては非常に高額だった。審査員はメビウス、レイ・ブラッドベリ、ニール・アダムス、フランク・フラゼッタ、手塚治虫、小松左京、野田昌宏、大林宣彦、星新一等。協賛はバンダイ。現在も活躍する作家が多数応募しており、受賞もしている。西武百貨店渋谷店にて受賞作品と関連作品の展覧会があった。
本誌と提携したSF専門店『スターログSHOP』が1980年から1983年まで存在した。東京のラフォーレ原宿と大阪の阪急ファイブ内にあり、直輸入のSFグッズを販売していた。
2025年4月に刊行された『フリースタイル　63号』では「スターログとその時代」としてツルモト版についての特集がされ、編集長だった中尾重晴と、副編集長だった高橋良平のインタビューが掲載された。高崎俊夫もスターログ編集部に所属していたことがある。大森望の妻のさいとうよしこ（斉藤芳子）も元スターログ編集者。